# Brian Miller (Fußballspieler)
Brian George Miller   (* 19. Januar 1937 in Hapton; † 7. April 2007 in Burnley) war ein englischer Fußballspieler.
Der Außenverteidiger spielte während seiner Karriere nur für den FC Burnley und absolvierte bei einer 3:1-Niederlage gegen Österreich am 27. Mai 1961 sein einziges Länderspiel für England.
Miller starb nach kurzer Krankheit im Alter von 70 Jahren im Burnley General Hospital.
Am 9. April 2007 wurde im Spiel Burnleys gegen Cardiff City eine Schweigeminute zu Ehren Millers gehalten.